# George Salmon

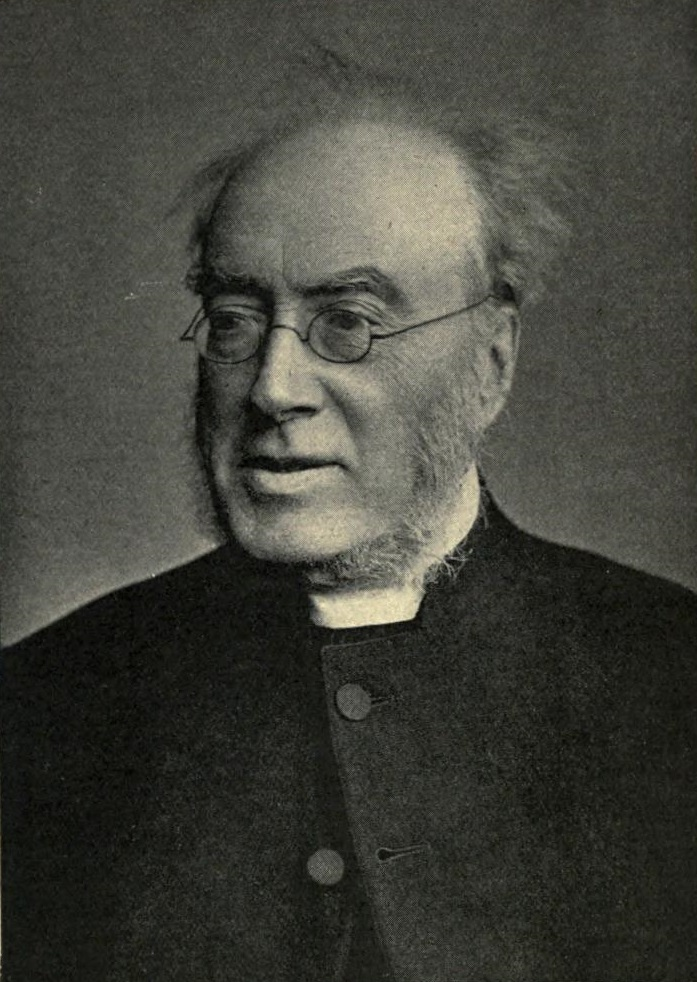
George Salmon, vor 1895

George Salmon (* 25. September 1819 in Dublin; † 22. Januar 1904 in Dublin) war ein irischer Mathematiker und Theologe.

## Leben

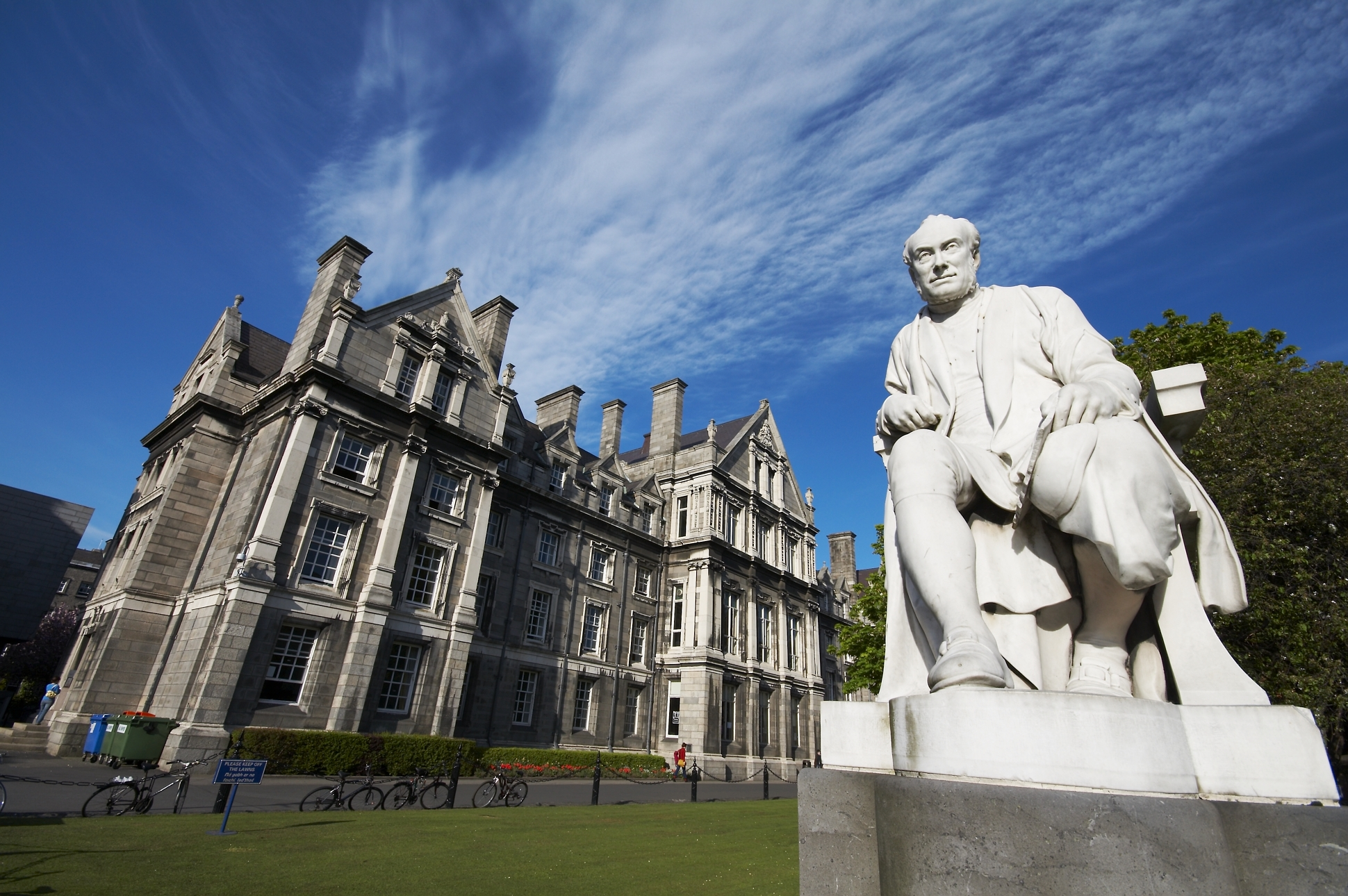
Statue am Trinity College in Dublin

Salmon studierte Mathematik am Trinity College Dublin, wo er 1841 zum Fellow gewählt wurde. Dort freundete er sich mit Arthur Cayley und James Joseph Sylvester an. Neben Mathematik beschäftigte er sich auch mit Theologie. 1845 wurde er Priester der Church of Ireland. Er gab mehrere Bände Predigten heraus und wurde 1866 Regius Professor der Theologie an der Universität Dublin sowie 1888 zum Provost gewählt.
Salmon wurde 1863 als Mitglied („Fellow“) in die Royal Society gewählt, die ihn 1868 mit der Royal Medal, 1889 mit der Copley-Medaille auszeichnete. 1869 wurde er zum korrespondierenden Mitglied der Göttinger Akademie der Wissenschaften gewählt. 1873 wurde er als korrespondierendes Mitglied in die Preußische Akademie der Wissenschaften und 1884 in die Académie des sciences aufgenommen. 1881 wurde er Ehrenmitglied (Honorary Fellow) der Royal Society of Edinburgh und im Dezember 1897 assoziiertes Mitglied der Académie royale des Sciences, des Lettres et des Beaux-Arts de Belgique. Im Gründungsjahr 1902 der British Academy wurde er deren Mitglied.
Seine Lehrbücher der Analytischen, Projektiven und Algebraischen Geometrie (Invariantentheorie) wurden in Deutschland durch Otto Wilhelm Fiedler herausgegeben und in Deutschland im 19. Jahrhundert als Salmon-Fiedler bekannt.
Felix Klein beschreibt ihn in seiner Geschichte der Mathematik im 19. Jahrhundert (Band 1, S. 164f) als typisches Produkt des ehrwürdigen Trinity College Dublin, von milder, aber in Verwaltungssachen zäh konservativer Natur, der ihn bei Kleins Besuch 1899 zwar freundlich empfing und mit lokalen Anekdoten unterhielt, an Mathematik aber nicht mehr interessiert war. Seine mathematischen Lehrbücher waren nach Klein berühmt und erfreuten sich in seinen Worten zu Recht lange Zeit großer Beliebtheit. Er verglich sie mit einem Gartenspaziergang, sie böten keine strenge Entwicklung, sondern eine gelassene Erzählung über die vielen schönen Ergebnisse der algebraisch-geometrischen Betrachtung, die in bequem lesbaren Plauderton fortschreitet.
Der Asteroid (29700) Salmon wurde nach ihm benannt.

## Schriften
- Introduction to the New Testament. 8. A. 1894
- The Infallibility of the Church. 2. A. 1890
- Conic sections. Dublin (1848)
- Higher plane curves. Dublin (1862)
- Analytic geometry of three dimensions. Dublin (1862)
- The modern higher algebra. Dublin (1859)